# Andreas Krieger
Andreas Krieger (tidigare Heidi Krieger), född 20 juli 1965 som kvinna i Berlin, är en tysk före detta kulstötare. Krieger tävlade som kvinna i det östtyska friidrottslandslaget och vann 1986 EM-guld i kula. Krieger dopades systematiskt av sina tränare minst från sexton års ålder och tror själv att detta är en delförklaring till den transsexualism som ledde till att Krieger genomgick könskorrigerande behandling 1997, och bytte namn till Andreas. Efter detta har han arbetat mot dopning och varit en av målsägarna i flera rättegångar mot tidigare ledare för det Östtyska friidrottsförbundet och dopningsprogrammet.

## Karriär
Heidi Krieger idrottade redan från barndomen och hon började som 14-åring på Idrottsskolan för barn och unga i östra Berlin. Skolan var ansluten till det ökända SC Dynamo Berlin som sponsrades av Ministeriet för statssäkerhet (Stasi). Hon var en stor talang och redan när hon var sexton år stötte hon 14,08 och ett år senare över 16 meter.  Tränarna såg hennes potential och satsade mycket på Krieger, som vid sexton års ålder började få små blåa piller av tränarna, piller som påstods vara vitaminer. I efterhand har det visat sig att dessa piller var den anabola steroiden Oral-Turinabol.
Krieger växte och utvecklades mycket snabbt och kulmen i hennes karriär uppnåddes då hon som 20-åring tog EM-guld i kula 1986 med en stöt på 21,10 meter.
Krieger tävlade några år ytterligare, men 1991 var karriären över då hennes överansträngda kropp och skadade leder, senor och kotor gjorde att hon inte längre kunde tävla.

## Dopningen
De små blåa piller som Krieger började få som sextonåring var Oral-Turinabol, en anabol steroid som producerades av Jenapharm, ett då statligt ägt läkemedelsföretag. Krieger dopades även med andra ämnen och fick injektioner. Trots att kroppen och psyket utvecklades på ett ovanligt och obehagligt sätt ifrågasattes behandlingen inte. "Vi ifrågasatte inte pillren eftersom du förväntades lita på tränarna i DDR. Ingen tänkte 'Är detta farligt för mig?'. Tränarna sa att pillren var viktiga för att hålla oss pigga och friska. Jag övervägde inte ens möjligheten att de kunde vara skadliga," förklarade Kreiger 2008.
De omfattande Stasiarkiven avslöjades 1991 av Brigitte Berendonk och Werner Franke i boken Doping-Dokumente. Von der Forschung zum Betrug (svensk titel DDR Doping - medaljer, ära, fördärv.). Arkiven visar att Krieger 1986, det året hon blev europeisk mästare, dopades med 2590 milligram Oral-Turinabol av sin coach. Det är runt 1000 milligram mer än vad Ben Johnson fick, och Johnsons dopningsprogram chockade världen stort när det blev känt 1988. 1987 var Krieger känd i medier som Hormon-Heidi och hon förbjöds, liksom många andra östtyska idrottare, att ge intervjuer. Bortsett från tävlingarna drog hon sig mer och mer undan från såväl offentligheten som det vanliga livet och började få psykiska problem.
Dopningen gav långtgående konsekvenser. Förutom de psykiska problemen och förvirringen kring sin könsidentitet fick Krieger många andra besvär av den hårda träningen och dopningen. Den ihärdiga tyngdlyftningsträningen Krieger tvingades till för att bli en bättre kulstöterska förstörde muskler och leder. Idag kan han inte lyfta vikter alls då hans kotor blivit permanent deformerade av träningen. Även oskyldiga aktiviteter kan orsaka invalidiserande skada. "På julafton gjorde jag misstaget att krypa under julgranen för att laga några av lamporna. Det slutade med att jag tillbringade hela helgen på rygg i säng," berättade han i en intervju från 2005.
Redan några månader efter att Kriegers tränare börjat ge henne Oral-Turinabol skedde stora förändringar i hennes kropp. Kläderna slutade passa och hennes röst mörknade. När hon var arton började hon se allt mer manlig ut och undvek folksamlingar då folk kallade henne queer. Efter att en manlig tågpassagerare kallat henne för dragqueen inför hennes mor vägrade hon att använda kjol igen. Hon var förvirrad och visste inte om hon var man eller kvinna. Hennes idrottskarriär var över 1991 då hennes kropp protesterade, men hon oroades mer över sin könsidentitetsförvirring. Hon förälskade sig i kvinnor och kände sig som en fånge i sin egen kropp, men visste inte vad hon skulle göra. Hon blev deprimerad och försökte även ta sitt liv.

## Könskorrigeringen
I mitten av 1990-talet sökte Krieger läkare. Läkaren frågade henne om hon någonsin fått anabola steroider. Då visste hon inte säkert men då hon började undersöka sin historia insåg hon att hon fått såväl anabola steroider som stora mängder av andra dopningspreparat. I de rigorösa Stasiarkiven bokfördes vilka preparat idrottsmännen fick och i vilken mängd. Krieger fick inte bara färdiga preparat som Oral-Turinabol, utan även preparat utan namn, som bara hade ett nummer. De östtyska idrottarna var försökskaniner.
1997 genomgick Krieger könskorrigerande operationer och bytte namn till Andreas. Efter detta ansåg Krieger att kroppen stämde bättre överens med sinnet. 2005 sade han: "Det är bättre nu än när jag var Heidi, men det är naturligtvis omöjligt att fly vad som har hänt med mig." Han vet inte hur hans liv skulle utvecklat sig utan dopningen, då han var så ung när det började och han har sagt att den största tragedin var att han inte fick någon chans att själv avgöra sitt öde och sin könsidentitet. Efter all dopning hade kroppen förändrats bortom allt igenkännande. Han förklarade 2008 att: "Det var som om de hade dödat Heidi. Att bli Andreas var nästa logiska steg."
Krieger kommer i likhet med andra som genomgått könskorrigering alltid att behöva medicinering. Stora doser av det manliga könshormonet testosteron injiceras var tredje vecka och om han missar en tid märker han det snart då han blir irriterad, får koncentrationssvårigheter och blir känslosam. Kroppen protesterar och injektionerna krävs för att han ska fortsätta vara man.

## Rättsligt efterspel
1998 åtalades Manfred Höppner, tidigare landslagsläkare, för sina aktiviteter. I den rättegången dömdes han till ett års villkorlig dom.
2000 gick 142 tidigare idrottsmän och -kvinnor samman för att få upprättelse. Manfred Ewald, tidigare chef för östtysklands idrottsförbund och ledare för det östtyska dopningsprogrammet och Manfred Höppner åtalades. De åtalades för medverkan till allvarliga kroppsskada i 142 fall till följd av dopningsmissbruk. Under rättegången visade det sig att de före detta idrottarna led av en rad medicinska komplikationer, såsom cancer, leverskada och komplikationer vid graviditet, jämte psykologiska trauman. Andreas Krieger deltog och var ett av huvudvittnena under rättegången, då de skador han fick av dopningen är de allvarligaste. Rättegången slutade med fällande domar. Ewald dömdes till 22 månader villkorlig dom och Höppner till 18 månader. Enligt Krieger var dessa domar inte så hårda som många idrottsmän hoppats på, men det var åtminstone ett erkännande och en tröst att de inte kunde undandra sig allt ansvar för sina handlingar.
2002, två år efter rättegångarna, skapade den tyska staten en fond för att kompensera dopningsoffren. 311 idrottare, däribland Krieger, sökte ersättning ur fonden som maximalt utbetalade $12 500. Michael Lehner, advokaten som representerade idrottarna, säger att finansiell kompensation åtminstone är ett erkännande av skuld. "Men när någon lider av leverskador för resten av sitt liv, när en kvinna föder handikappade barn eller alltid misstas för man, då finns det ingen ersättning som kan kompensera det."

## Idag
Andreas Krieger är idag en del av den världsomspännande rörelsen mot dopning. Hans EM-guld från 1986 är en del av en trofé som årligen ges till tyskar som gjort ett synnerligen viktigt arbete mot dopning. På tyska kallas trofén Heidi-Krieger-Medaille och den delas ut av Doping-Opfer-Hilfe; dopningsoffrens organisation. Priset har bland annat formen av en Oral-Turinabol-molekyl.
Idag lever Andreas Krieger tillsammans med Ute Krause, tidigare simmare som även hon är ett offer för den östtyska dopningen. De träffades vid rättegången mot Manfred Ewald och Manfred Höppner 2000.
De är gifta och lever med Krauses barn från en tidigare relation.
Såväl Andreas Krieger som Ute Krieger-Krause har engagerat sig mot att olympiska sommarspelen 2008 hålls i Beijing. I augusti 2007 bar de facklan mot OS i Beijing. "Vi kan inte bortse från vårt ansvar. Folk dör!" sa han vid fackelbärandet och fortsatte med: "Den forna östtyska regimen skiljer sig från dagens kommunistiska Kina, men metoderna som används för att kuva befolkningen har många likheter."